# تاريخ النار
لقد كان تحكم البشر الأوائل في النيران بمثابة نقطة تحول في الجانب الثقافي للتطور البشري مما سمح للبشر طهي الطعام والحصول على التدفئة والحماية. كما سمح إشعال النيران كذلك بتوسيع أنشطة الإنسان إلى الساعات الباردة أثناء الليل، كما وفر له الحماية ضد الحيوانات المفترسة والحشرات.
وتعود الأدلة التي عُثِّر عليها للتحكم في النيران على نطاق واسع إلى حوالي 125,000 عامٍ مضت وما بعدها. وهناك دعم كبير من العلماء لوجود أدلة على استخدام النيران بشكل خاضع للسيطرة من قبل الإنسان المنتصب منذ 400,000 عام، في حين لم يُنْظَر إلى الادعاءات المتعلقة بوجود أدلة قبل ذلك على اعتبار أنها غير قطعية أو سطحية.
وتتراوح الادعاءات بوجود أول الأدلة القاطعة بالسيطرة على النيران من قبل هومو (البشر) بين 0.2 إلى 1.7 مليون عام مضت (ميا).

## الأدلة من العصر الحجري القديم الأدنى
كل الأدلة التي تشير إلى التحكم في النيران خلال فترة العصر الحجري القديم الأدنى غير مؤكدة ولا يدعمها في أفضل الأحوال إلا قليل من العلماء. وفي الواقع، يعد الدليل القاطع على استخدام النيران بشكل خاضع للسيطرة أحد العوامل المميزة للانتقال من العصر الحجري القديم الأدنى إلى العصر الحجري القديم الأوسط في الفترة بين 400,000 إلى 200.000 قبل الوقت الحاضر.
وتشير بعض المواقع في شرق أفريقيا، مثل تشيزووانجا (Chesowanja) بالقرب من بحيرة بارينجو (Lake Baringo)، وكوبي فورا (Koobi Fora) و أولوريجيسايلي (Olorgesailie) في كينيا إلى وجود بعض الأدلة المحتملة التي تشير إلى استخدام البشر الأوائل للنيران. وفي تشيزووانجا، وجد الأثريون شقفا من الطين الأحمر ترجع إلى 1.42 ميا. وعند إعادة إشعال هذه الشقف، أظهرت أن هذا الطين قد تعرض للتسخين 400 °C (752 ف°) حتى التصلب. وفي كوبي فورا، يظهر الموقعان FxJjzoE و FxJj50 أدلة على التحكم في النيران من قبل الإنسان المنتصب منذ 1.5 ميا، من خلال احمرار الرواسب والذي لا يمكن أن يحدث إلا من خلال التسخين عند 200–400 °م (392–752 °ف). وتوجد «منطقة منخفضة مثل الموقد» في موقع في أولوريجيسايلي في كينيا. وقد عُثِّر على بعض الفحم المجهري، إلا أنه قد يكون ناجمًا عن حريق طبيعي في الأجمة. وفي غادب بإثيوبيا، عُثِّر على توف ملحومة يبدو أنها تعرضت للحرق في المنطقة 8E، إلا أن الصخور ربما تعرضت لإعادة الاحتراق بسبب أنشطة بركانية محلية. وقد عُثِّر عليها بين الأشولينية التي قام بعملها الإنسان المنتصب في العصر الحجري القديم الأسفل. وفي وادي نهر أواش الأوسط، عُثِّر على مناطق منخفضة مخروطية الشكل تحتوي على طين أحمر ربما نجمت عن درجات حرارة 200 °C (392 ف°). ويعتقد أن تكون هذه المظاهر عبارة عن جذوع شجر محترق ربما قام هؤلاء البشر بحرقها بعيدًا عن موطن سكنهم. كما عُثِّر كذلك على أحجار محترقة في وادي أواش، إلا أنه توجد أحجار توف محترقة كذلك في نفس تلك المنطقة.
وهناك ادعاء بأن هناك موقع في جسر بنات يعقوب في فلسطين قام فيه الإنسان المنتصب أو إنسان إرجاستر بإشعال النيران بين 790,000 و 690,000 عام من الآن. وحتى الآن، فإن هذا الادعاء هو أكثر تلك الادعاءات قبولاً، رغم أن إعادة تحليل أجزاء من عظام محروقة ورماد النباتات من كهف واندرورك قد أثارت ادعاءات بوجود أدلة تدعم تحكم الإنسان في النيران قبل مليون سنة.
في زيهودو (Xihoudu) في مقاطعة شانشي (Shanxi) بالصين، هناك دليل على الاحتراق نظرًا لوجود عظام ثدييات تغير لونها بالاحتراق إلى اللون الأسود والرمادي والأخضر الرمادي في الموقع. وهناك موقع آخر في الصين وهو موقع يوانمو (Yuanmou) في مقاطعة يونان، حيث عُثِّر على عظام ثدييات تحول لونها للون الأسود في عام 1985 ويعود تاريخها إلى 1.7 مليون سنة سبقت.
وفي ترينيل في جافا، عُثِّر على عظام تحول لونها إلى اللون الأسود ورواسب بين حفريات الإنسان المنتصب ويرجع تاريخها إلى ما بين 500,000 إلى 830,000 عام من الآن.

## الأدلة من العصر الحجري القديم الأوسط

### إفريقيا
أول دليل قاطع على تحكم البشر في النار عُثِّر عليه في سوارتكرانس بجنوب أفريقيا. وقد عُثِّر على العديد من العظام المحترقة بين أدوات العصر الحجري القديم الأسفل وأدوات العظام والعظام التي تحتوي على علامات قطع قام بها الإنسان القديم. كما أن هذا الموقع كذلك يشير إلى أول أدلة على تناول اللحم على يد الإنسان المنتصب. يحتوي كهف المداخن في جنوب إفريقيا على رواسب محترقة تعود إلى 200,000 إلى 700,000 عام من الآن، كما هو الحال في العديد من المواقع الأخرى مثل كهف مونتاجو (58,000 إلى 200,000 من الآن) ومصب نهر كلاسياس (120,000 إلى 130,000 عام من الآن).
ويأتي أقوى دليل من شلالات كالامبو (Kalambo) في زامبيا حيث تم اكتشاف العديد من المصنوعات المتعلقة باستخدام البشر للنار بما في ذلك الحطب المتفحم والفحم والمناطق الحمراء بسبب النيران وجذوع العشب والنباتات المكربنة والأدوات الخشبية التي ربما تصلبت بفعل النيران. وقد تم تأريخ الموقع من خلال التأريخ بالكربون المشع وتم التوصل إلى أنه يرجع إلى 61,000 عام من الآن و110,000 عام من الآن من خلال التأريخ بالحمض الأميني.
وقد تم استخدام النيران من أجل معالجة أحجار السيلكريت حراريًا من أجل زيادة قدرتها على العمل قبل أن يتم تحويلها إلى أدوات من خلال ثقافة ستيلباي. يحدد هذا البحث أن هذا لم يكن يحدث فقط في مواقع Stillbay التي يعود تاريخها إلى 72,000 عام من الآن، ولكن في المواقع التي يمكن أن يعود تاريخها إلى 164,000 عام من الآن.

#### مصر القديمة
كان المصريون القدماء من أوائل الشعوب التي عرفت كيفية إشعال النار منذ عصور ما قبل التاريخ. ومن الأدلة على ذلك أنهم كانوا يقومون بحرق الطفة لصنع الخزف، ويخبزون الخبز، ويطهون في مواقد الطوب. ومن أهم الأدوات التي كانوا يستعملونها لإشعال النار آلة تعتمد على حركة الدوران السريعة باليدين، كما استعملوا أداة مميزة عثر عليها في مقبرة توت عنخ آمون تسمى «مثقاب النار»، وهي عبارة عن قوسٍ مثبتٍ بسيور يدور في 12 ثقباً مملوءة بالراتنج، فتنتج عن إدارة القوس والاحتكاك الذي يسببه شرارةٌ تشعل النيران، وكانت في أعلى العود الخشبي رأس منفصلة لتسهّل التحكم فيها أثناء الدوران.
كما برعوا في صهر النحاس والقصدير لصناعة البرونز الذي يقطعون به الأحجار وصنع التماثيل. استخدمت الأحجار في بناء الأهرامات والمعابد.

### آسيا

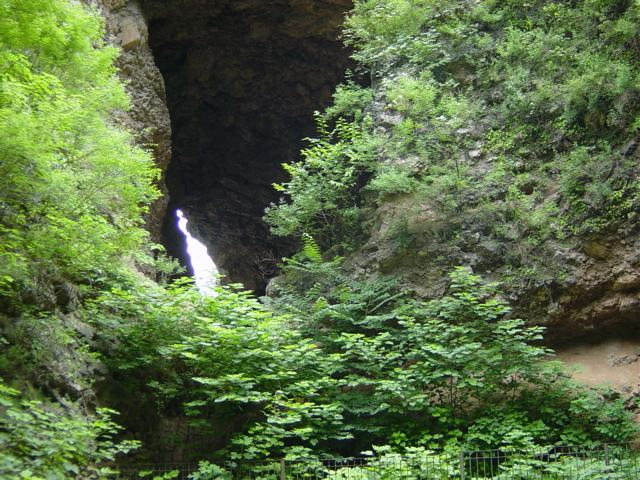
كهوف تشوكوديان هي عبارة عن موقع من مواقع التراث البشري، التي تشير إلى استخدام البشر للنار في الصين

في كهف كيسيم والذي يقع على بعد 12 كم إلى الشرق من يافا، يوجد دليل على الاستخدام المنتظم للنيران من قبل 382,000 عام من الآن إلى حوالي 200,000 عام من الآن في نهاية العصر الجليدي الأدنى. وتشير الكميات الكبيرة من العظام المحترقة وكتل التربة التي ارتفعت درجة حرارتها إلى حد ما إلى الذبح ونزع جلود الفرائس بالقرب من مواقد النار.
وفي كهف تشوكوديان في الصين، فإن الدليل على استخدام النيران يرجع إلى 230,000 إلى 460,000 عام من الآن. ويعتقد بتواجد النيران في تشوكوديان بسبب تواجد العظام المحترقة والمصنوعات المحترقة من الحجارة المكسورة والفحم والرماد والمواقد بجوار حفريات الإنسان المنتصب في الطبقة العاشرة في المنطقة 1. ويأتي هذا الدليل من المنطقة 1 في تشوكوديان حيث عُثِّر على العديد من العظام التي تأخذ شكلاً موحدًا حيث إن لونها يتراوح بين الأسود إلى الرمادي. وقد أشارت العظام التي تم إستخلاصها إلى أنها عظام محترقة وليس عبارة عن غطاء من المنجنيز. كما أظهرت هذه البقايا كذلك طيف الأشعة تحت الحمراء للأكاسيد، وتم إعادة إنتاج قطعة عظام كان لونها تركوازي في المعامل من خلال تسخين بعض العظام الأخرى التي وجدت في الطبقة العاشرة. وقد يكون نفس هذا التأثير ناجمًا في الموقع عن الحرارة الطبيعية، لأن التأثير ناجم على العظام البيضاء والصفراء والسوداء. وقد تم وصف الطبقة العاشرة ذاتها على أنها رماد مع معادن سيليكون وألومنيوم وحديد وبوتاسيوم ناجمة بشكل بيولوجي، إلا أن بقايا رماد الخشب مثل التجمعات السليكونية مفقودة.
ومن بينها مداخن محتملة «يشير إليها طبقات الطين والطمي المتداخلة معًا بشكل قوي وأجزء حمراء بنية وصفراء بنية من المكونات العضوية والتي تختلط بشكل محلي مع أجزاء من الحجر الجيري والمكونات العضوية من الطين والطمي المتداخلة مع بعضها بشكل قوي.» والموقع ذاته لا يظهر أنه قم تم إضرام النيران في تشوكوديان، إلا أن الربط بين العظام التي تحولت إلى اللون الأسود والمصنوعات من الحجارة تظهر على الأقل أن البشر قد تحكموا في النيران في الوقت الذي كانوا يسكنون فيه في كهف تشوكوديان.

### أوروبا
أظهرت العديد من المواقع كذلك في أوروبا أدلة على استخدام النيران من أجيال تالية من الإنسان المنتصب. وقد عُثِّر على الأقدم في انجلترا في موقع بيتشيز بيت (Beeches Pit) في صافولك، ويشير التأريخ بسلسلة اليورانيوم وتأريخ TL أن استخدم النيران كان منذ 415,000 عام من الآن. وفي فيرتيسزولوس بالمجر، عُثِّر على عظام محترقة، لكن لم يتم العثور على فحم، ويرجع تاريخها إلى حوالي 350,000 عام مضت. وفي موقع تورالبا وآمبرونا في إسبانيا، يظهر الفحم والخشب، وأدوات حجرية من العصر الحجري القديم الأسفل يعود تاريخها إلى 300,000 إلى 500,000 عام من الآن.
وفي سانت ستيف جانسون في فرنسا، هناك دليل على وجود خمسة مواقد وعلى احمرار الأرض في كهف إسكيل (Escale). وقد تم تأريخ عمر هذه المواقد على أنها منذ 200,000 عام من الآن.

## التغيرات في السلوك
لقد ظهر تغير هام في سلوك البشر من خلال التحكم في النيران والإضاءة المرتبطة بها. فلم يعد النشاط يقتصر على ساعات النهار فقط. وبالإضافة إلى ذلك، فإن بعض الثدييات والحشرات التي تتسبب في العض تتجنب النيران والدخان. كما أدت النيران كذلك إلى تحسين التغذية من خلال طهي البروتينات.
يقول ريتشارد رانغام من جامعة هارفارد أن طهي الأطعمة النباتية ربما يكون قد تسبب في توسيع القدرات العقلية من خلال جعل الكربوهيدات المركبة في الأطعمة النشوية أسهل في الهضم وبالتالي تسمح للبشر بامتصاص المزيد من السعرات الحرارية. وقد اقترح رانغام كذلك أن تناول الأطعمة المطهية أكثر «طبيعية» للجهاز الهضمي البشري، لأنه يعتقد أن الجهاز الهضمي البشري ربما قد تطور من أجل التعامل مع الأطعمة المطهية، وأن هذ الطهي يوضح الزيادة في أحجام عقول البشر الأوائل، وصغر الجهاز الهضمي، وصغر حجم الأسنان والفكين وصغر الازدواج الجنسي الذي حدث تقريبًا منذ 1.8 مليون عام من قبل. كما أنه يقول كذلك أن اللحوم والخضروات النيئة ربما كانت لا توفر السعرات الحرارية اللازمة لدعم أسلوب الحياة الطبيعي المعتمد على الصيد والجمع.
ويعارض علماء أنثروبولوجيا آخرون رأي رانغام  حيث يقولون أن الأدلة الأثرية توضح أن استخدام النيران في الطهي بدأ بشكل جدي فقط منذ 250,000 عام، عندما ظهرت المواقد القديمة والأفران في الأرض وعظام الحيوانات المحروقة والصوان في مختلف أرجاء أوروبا والشرق الأوسط. ومنذ مليوني عام مضت، كانت العلامة الوحيدة التي تشير إلى النيران هي الأرض المحترقة مع وجود بقايا للحيوانات، في حين أن معظم علماء الأنثروبيولوجيا يرون أن ذلك مجرد مصادفة محضة وليست دليلاً على إضرام النيران بشكل متعمد. والاتجاه السائد بين علماء الأنثروبيولوجيا أن الزيادة في حجم العقل البشري حدثت قبل ظهور الطهي، بسبب الابتعاد عن تناول الجوز والتوت إلى تناول اللحوم.

### التغيرات في النظام الغذائي
بسبب المكونات غير القابلة للهضم في النباتات مثل السليولوز والنشا، ربما لم تكن أجزاء معينة من النباتات مثل الجذع والأوراق الناضجة والجذور الكبير والدرن جزءًا من الوجبات للإنسان الأول قبل ظهور النيران. وبدلاً من ذلك، كان استهلاك النباتات يقتصر على الأجزاء التي تتكون من السكريات الأحادية والكربوهيدرات مثل البذور والزهور والفواكه الكبيرة. كما أثر تضمين التوكسينات في البذور ومصادر الكربوهيدات المشابهة كذلك على الوجبات الغذائية، حيث إن الغليكوزيدات المنتجة لسيانيد الهيدروجين مثل تلك الموجودة في بذر الكتان والكاسافا والمنيهوت تحولت إلى مكونات غير سامة من خلال الطهي.
ولقد صغر حجم أسنان الإنسان المنتصب مع مرور الوقت، مما يشير إلى أن الأفراد المنتمين إلى هذه السلالة انتقلت من تناول الأطعمة التي يمكن طحنها بالأسنان مثل جذور الخضروات الهشة إلى الأطعمة الأكثر رقة مثل اللحوم ومختلف الأطعمة المطهية. ويأتي دليل طهي الطعام من عظام الحيوانات المحترقة والتي تحول لونها إلى اللون الأسود والتي عُثِّر عليها في المواقع الأثرية المختلفة.
واقترح رانغام أنه من خلال طهي الطعام، كان ذلك يمثل شكلاً من أشكال الهضم المسبق، مما يسمح بتقليل السعرات الحرارية التي يتم حرقها في هضم البروتينات الأقوى مثل الكولاجين والكربوهيدرات الأقوى. وقد صغر حجم الجهاز الهضمي، مما منح المزيد من السعرات للعقل الذي كبر حجمه لدى الإنسان المنتصب. ولم يتفق علماء آخرون مع افتراض رانغام. يرى عالم البيولوجيا العصبية جون آلمان (John Allman) أن الطهي لم يؤثر على تطور العقل لدى الإنسان المنتصب، إلا انه ساهم بشكل أكبر من تطوير المخ لدى النياندرتال والبشر الأوائل. ويتفق عالم الأنثروبولوجيا القديمة سي لورينج بريس (C. Loring Brace) مع نظرية آلمان أن الطهي لم يؤثر على تطور الإنسان المنتصب، حيث إنه ذكر أنه لم يعثر إلا على أدلة على أدوات الطهي في الأفران التي كان يتم عملها في الأرض من الـ 200,000 الماضية فقط، وهو ما لا يرتبط بأول استخدام معروف للنار منذ 800,000 سنة مضت. ويرى كاريل فان شايك (Carel van Schaik) أن الطهي ساهم في التطور البشري، إلا أنه لم يكن العامل الوحيد الذي أدى إلى زيادة القدرات العقلية لدى الإنسان القديم في فترات مبكرة من عمره. والأكثر من ذلك، كما تقترح ليزلي آيلو (Leslie Aiello)، فإن التغيرات أتت في شكل مجموعات، من خلال تزايد تناول اللحوم وصغر الجهاز الهضمي والطهي والسير بشكل مستقيم، فكل هذه العوامل ساعدت على نمو المخ.
ويقترح عالم أنثروبولوجيا الأسنان بيتر لوكاس (Peter Lucas) أن ظهور النيران والاعتماد عليها من خلال جعل الأطعمة أسهل في المضغ أدى إلى مشكلات ضعف الإطباق لدى البشر في العصور الحديثة والصغر المستمر لحجم الأسنان. ونظرًا لأن الطعام أصبح صغيرًا، ولكنه ليس أقل قوة، فقد صغر حجم الفك البشري بشكل كبير لكي يتلائم بشكل كافٍ مع كل الأسنان.